# A51 road
Die A51 road (englisch für Straße A51) ist eine 127 km lange, nur teilweise als Primary route ausgewiesene Straße in England.

## Verlauf
Die Straße geht östlich von Birmingham bei Kingsbury vom M42 motorway ab, führt zunächst nach Norden nach Tamworth, kreuzt dort die A5 road und verläuft dann nördlich parallel zur A5 an Lichfield vorbei (von der Kreuzung mit der A38 road als Primary route) nach Nordwesten über Rugeley und Stone zur A34 road. Jenseits Stone verliert sie ihren Charakter als Primary route wieder, kreuzt (ohne Anschluss) den M6 motorway sowie die A53 road. Nantwich wird im Osten umgangen und von der Einmündung der A500 road wird die A51 wieder zur Primary route. Tarporley wird auf einem kurzen mit der A49 road gemeinsamen Teilstück umfahren. Die A51 führt weiter nach Chester, in dessen Zentrum sie kurz nach der Kreuzung mit der die Stadt umgehenden A55 road endet.